# К-Телеком
Общество с ограниченной ответственностью «К-Телеком» — российская телекоммуникационная компания, официально начала свою деятельность как сотовый оператор в августе 2014 года под брендом Вин мобайл в Крыму и Севастополе. В период с 2022 по 2023 год компания «К-Телеком» начала работу в Луганске, Донецке, Запорожье, Херсоне под брендом +7Телеком после аннексии в 2022 году.
Компании большой четвёрки МТС, МегаФон, t2 и Билайн долгое время избегали международно признанных оккупированных территорий, чтобы избежать прямых санкций, что привело к созданию отдельных операторов мобильной связи, таких как К-Телеком и Миранда.
Компания основана с целью развития связи и телекоммуникаций на территории Крыма и Донбасса, строительства современных высокотехнологичных объектов и сооружений связи. Win Mobile стал официально первым оператором сотовой связи в Крыму, который начал свою деятельность вскоре после присоединения Крыма к Российской Федерации.

## О компании
За 10 лет компания запустила на полуострове сеть 3G в объеме 100 %, и за последние 4 года — сеть LTE (четвертого поколения) в объеме 70 % объектов. Кроме того, выполняется рефарминг оборудования, а также применяются отечественные системы.
Считается, что компанией владеет ПАО «МТС» из-за покупки бывшим гендиректором МГТС Павлом Кузнецовым, также из-за передачи оборудования и радиочастот от украинской дочки МТС.

## История деятельности
Компания была основана в мае 2014 года и начала свою деятельность 4 августа 2014 года на частотах и оборудовании бывшего оператора МТС-Украина.
Спустя 2 года компания запустила и сети 4G однако они работают только в относительно крупных городах Крыма. Летом 2020 года появилась поддержка HD-Voice в сетях 3G и агрегация частот в 4G.
На данный момент 4G сеть покрывает большую часть полуострова и работает даже в отдаленных деревнях.